# (12191) Vorontsova
(12191) Vorontsova est un astéroïde de la ceinture principale.

## Description
(12191) Vorontsova est un astéroïde de la ceinture principale. Il fut découvert le 9 octobre 1978 à Naoutchnyï par Lioudmila Jouravliova. Il présente une orbite caractérisée par un demi-grand axe de 2,60 UA, une excentricité de 0,27 et une inclinaison de 5,1° par rapport à l'écliptique.

## Compléments